# Louis Stoetzer

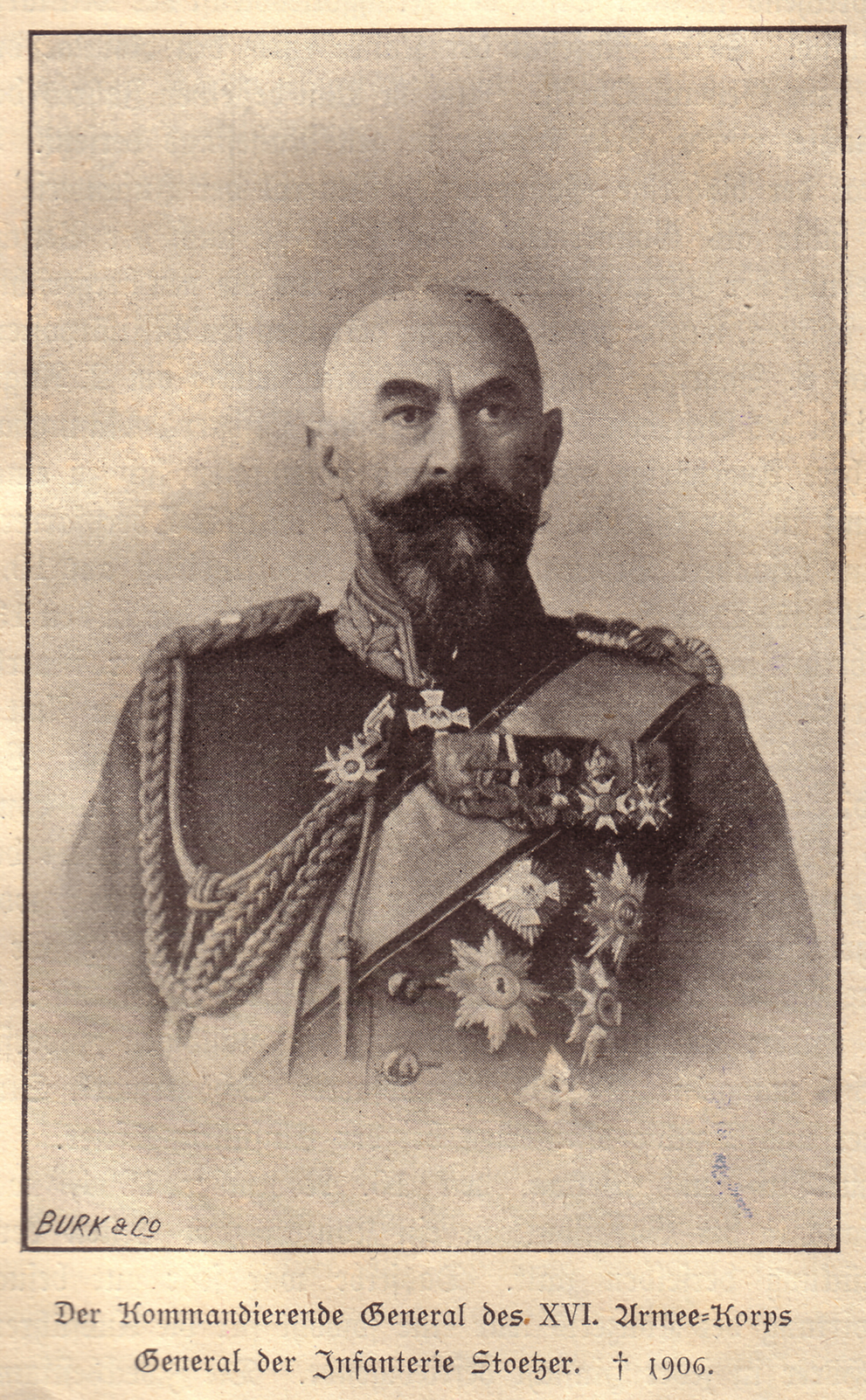
General der Infanterie Louis Stoetzer

Louis Stoetzer (* 1. August 1842 in Römhild; † 17. April 1906 in Metz) war ein preußischer General der Infanterie sowie Gouverneur der Festung Metz.

## Leben

### Herkunft
Louis war der Sohn des Forstmeisters Alexander Stoetzer († 27. September 1885 in Bad Salzungen) und dessen Ehefrau Emilie, geborene Hildebrand († 12. Dezember 1874 in Bad Salzungen).

### Militärkarriere
Stoetzer besuchte die Realschule in Meiningen und trat am 17. April 1861 als Freiwilliger in das meiningische Infanterieregiment ein. Dort wurde er am 13. Oktober 1862 zum Sekondeleutnant befördert und diente ab 1. Juni 1863 als Bataillonsadjutant. Als solcher nahm er 1866 am Krieg gegen Preußen teil.
Nach der Niederlage wurde er am 25. September 1867 als Premierleutnant in die Preußische Armee übernommen und dem 4. Niederschlesische Infanterie-Regiment Nr. 51 zugeteilt. Am 1. Oktober 1869 kommandierte man Stoetzer zur Kriegsakademie. Seine Ausbildung dort wurde durch die Mobilmachung anlässlich des Deutsch-Französischen Krieges abgebrochen und Stoetzer nahm mit seinem Regiment an der Belagerung von Paris teil. Am 16. April 1874 wurde er zum Hauptmann befördert und zum Kompaniechef ernannt. Im Dezember desselben Jahres wurde er dann à la suite des Regiments gestellt und als Lehrer an die Kriegsschule Kassel versetzt. Vom 14. Januar 1879 bis 31. März 1881 versah Stoetzer Truppendienst als Kompaniechef im 2. Badischen Grenadier-Regiment „Kaiser Wilhelm I.“ Nr. 110, kam anschließend kurzzeitig in den Großen Generalstab und von dort in den Generalstab der 29. Division versetzt. Dort folgte am 16. September 1881 seine Beförderung zum Major. Als solcher war Stoetzer vom 15. Februar 1884 bis 22. September 1886 im Generalstab des XV. Armee-Korps. Dann wurde er wieder in den Großen Generalstab zurück versetzt, hier am 10. August 1888 zum Oberstleutnant befördert und am 19. September 1888 zum Chef der 3. Abteilung für Frankreich und England ernannt. Nebenbei lehrte er auch an der Kriegsakademie. Im November 1890 wurde er Oberst und im Jahr darauf Kommandeur des 2. Thüringischen Infanterie-Regiments Nr. 32. Nach drei Jahren gab er das Regiment ab und wurde mit seiner Beförderung zum Generalmajor am 16. Juni 1894 zum Kommandeur der 31. Infanterie-Brigade in Trier ernannt. Am 1. April 1898 trat Stoetzer dann als Generalleutnant an die Spitze der 30. Division in Straßburg. Von hier aus wurde er am 3. Mai 1901 zum Gouverneur der strategisch wichtigen Festung Metz berufen und am 18. Mai 1901 für seine langjährigen Verdienste mit dem Kronenorden I. Klasse ausgezeichnet. Als Gouverneur der Festung fördert er gegen den Widerstand des Kriegsministeriums das Schleifen alter Befestigungsanlagen zugunsten der zivilen Stadterweiterung, verzichtet auf das ursprünglich geforderte Einverständnis der Militärverwaltung zum Bebauungsplan, beendet den Streit über den Bau zweier Moselbrücken und sorgt trotz vieler Querelen dafür, dass eine typhusfreie Wasserversorgung gebaut wird. Während einer Erkrankung des Kommandierenden Generals, des Erbgroßherzog von Baden, war Stoetzer vom 8. August bis 24. September 1901 zu dessen Vertretung zum VIII. Armee-Korps kommandiert. Am 27. Januar 1902 erhielt er den Rang als Kommandierender General. Nach seiner Beförderung zum General der Infanterie am 27. Januar 1903 wurde Stoetzer am 18. Mai 1903 zum Kommandierenden General des XVI. Armee-Korps ernannt. In nochmaliger Würdigung seiner Verdienste verlieh ihm Wilhelm II. am 22. Januar 1905 das Großkreuz des Roten Adlerordens mit Eichenlaub.

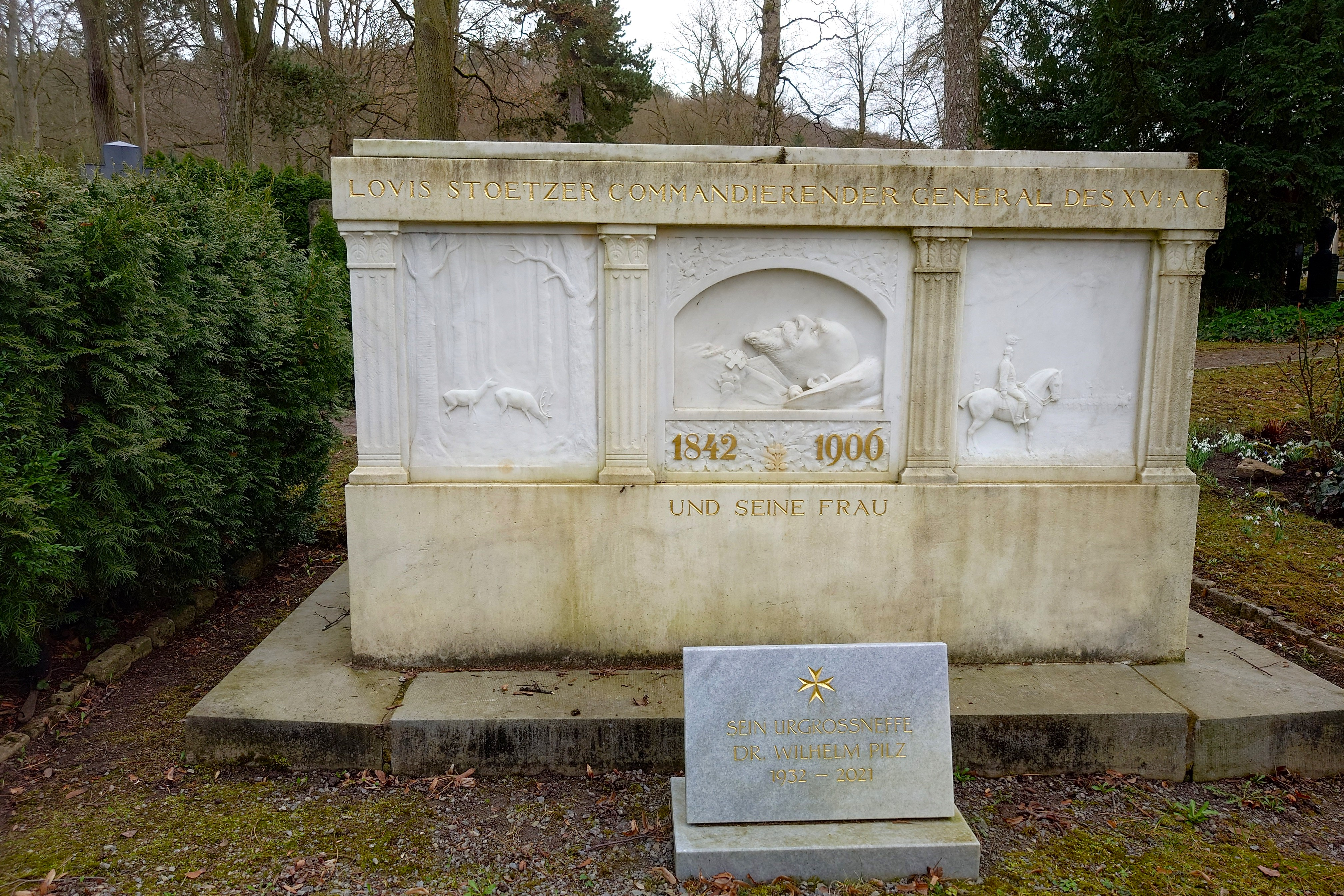
Das Grabmal von Louis Stoetzer und seiner Frau Eugénie auf dem Parkfriedhof Meiningen

Stoetzer verstarb in Ausübung seines Dienstes am 17. April 1906 an einem Herzschlag. Nach ihm war von 1906 bis 1945 eine Straße in Meiningen benannt (heute Heimstraße).

### Familie
Stoetzer hatte sich am 23. Mai 1885 in Straßburg mit der französischen Malerin Eugénie Thérèse Carré (1860–1941) verheiratet. Von Eugénie stammen unter anderem Porträts von Kaiser Wilhelm II. und Herzog Georg II. von Sachsen-Meiningen. Sie war eine Freundin von Helene Freifrau von Heldburg, der dritten Ehefrau des Herzogs Georg II. Während des Ersten Weltkriegs ließ Eugénie Stoetzer 1916 den Leichnam ihres verstorbenen Ehemannes von Metz nach Meiningen überführen und in einem nach ihren Entwürfen entstandenen Grabmal auf dem dortigen Parkfriedhof beisetzen. Das unter Denkmalschutz stehende Grabmal wurde 2020 von der Restauratorin Andrea Neid restauriert.